# Немирово (железопътна спирка)
Немирово е железопътна спирка (бивша гара), обслужваща село Мирово, Софийска област.
Разположена е на железопътната линия София – Пловдив. Сградата се намира само на 500 метра южно-югоизточно от село Мирово в община Ихтиман, но попада в територията на община Костенец.
Наречена е по старото име Немирово на село Мирово, както и приживе на писателя Добри Немиров. Открита е като железопътна гара на 8 ноември 1936 г. Нейният статут е променен от железопътна гара на необслужвана железопътна спирка от 1 април 2008 г..
Пред сградата е изградена впечатляваща каменна галерия с арки. В дясната част на галерията отпред е днешният барелеф (върху мраморна паметна плоча) с лика на писателя Добри Немиров (първоначално барелефът е бил направо върху каменния зид).